# Cerapachys latus
Cerapachys latus är en myrart som beskrevs av Brown 1975. Cerapachys latus ingår i släktet Cerapachys och familjen myror. Inga underarter finns listade i Catalogue of Life.